# Episodi di Aqua Teen Hunger Force (decima stagione)

Immagine tratta dalla sigla della decima stagione di Aqua Teen Hunger Force

La decima stagione della serie televisiva Aqua Teen Hunger Force, conosciuta anche come Aqua TV Show Show, composta da 10 episodi, è stata trasmessa negli Stati Uniti, da Adult Swim, dall'11 agosto al 20 ottobre 2013.
In Italia la stagione è stata interamente pubblicata il 1º febbraio 2018 su TIMvision.
| nº | Codice di produzione | Titolo originale       | Titolo italiano            | Prima TV USA      | Pubblicazione Italia |
| -- | -------------------- | ---------------------- | -------------------------- | ----------------- | -------------------- |
| 1  | 1205                 | Muscles                | Muscoli                    | 11 agosto 2013    | 1º febbraio 2018     |
| 2  | 1202                 | The Dudies             | Il premio Tipetto          | 18 agosto 2013    | 1º febbraio 2018     |
| 3  | 1204                 | Merlo Sauvignon Blanco | Il maestro della mente     | 25 agosto 2013    | 1º febbraio 2018     |
| 4  | 1206                 | Banana Planet          | Il Pianeta Banana          | 8 settembre 2013  | 1º febbraio 2018     |
| 5  | 1203                 | Working Stiffs         | In cerca di lavoro         | 15 settembre 2013 | 1º febbraio 2018     |
| 6  | 1207                 | Skins                  | Il Re Bongo                | 22 settembre 2013 | 1º febbraio 2018     |
| 7  | 1209                 | Freda                  | Una fidanzata per Frullo   | 29 settembre 2013 | 1º febbraio 2018     |
| 8  | 1210                 | Storage Zeebles        | Un affare dell'altro mondo | 6 ottobre 2013    | 1º febbraio 2018     |
| 9  | 1208                 | Piranha Germs          | I germi piranha            | 13 ottobre 2013   | 1º febbraio 2018     |
| 10 | 1201                 | Spacecadeuce           | Le navicelle gemelle       | 20 ottobre 2013   | 1º febbraio 2018     |

## Muscoli
- Titolo originale: Muscles
- Diretto da: Dave Willis e Matt Maiellaro
- Scritto da: Dave Willis e Matt Maiellaro

### Trama
Frullo soffre di ipertensione e dopo essere andato in ospedale, Fritto si offre per sottoporlo a una dieta ferrea e per fargli fare degli allenamenti. Mentre fa degli esercizi, Carl gli parla di una bevanda energetica che risolverà il problema dell'ipertensione. Tornato a casa, Frullo mostra la sua nuova forza lanciando Polpetta, che si stava esercitando sul tapis roulant di Fritto, attraverso il muro del salotto. Dopo essersi addormentato, i muscoli di Frullo prendono vita, facendogli crescere altre due gambe e altre due braccia fortissime, e si dirigono verso un bar locale dove uccide dozzine di persone. La mattina seguente, Fritto allarma sugli eventi della scorsa notte. Frullo non è a conoscenza di tutto ciò che è accaduto finché i suoi muscoli non tornano in vita, minacciando Fritto e Frullo di dargli più bevande energetice. A casa di Carl, i muscoli di Frullo distruggono tutto quello che c'è in salotto, fino a quando Carl non gli dà i suoi drink energetici. Fritto arriva e dà ai muscoli di Frullo dei rilassanti muscolari a sua insaputa. Fritto quindi rinchiude Frullo in una gabbia ingrassa-vitelli per fargli sparire i muscoli. Sei mesi dopo, Fritto e Polpetta vanno a trovare Frullo e scoprono che è diventato estremamente obeso e che può comunicare solo attraverso i muggiti. Frullo li avverte di chiudere il cancello dato che ci sono dei coyote nelle vicinanze, ma Fritto e Polpetta non riescono a capirlo e Frullo viene sbranato vivo.
- Guest star: John DiMaggio (muscoli di Frullo).
- Ascolti USA: telespettatori 1.467.000 – rating/share 18-49 anni[3].

## Il premio Tipetto
- Titolo originale: The Dudies
- Diretto da: Dave Willis e Matt Maiellaro
- Scritto da: Dave Willis e Matt Maiellaro

### Trama
Frullo è convinto di vincere il Premio Tipetto a cui è stato invitato a partecipare, ma troverà un'accanita concorrenza e qualche spiacevole sorpresa.
- Guest star: Phillip Tallman (venditore di case).
- Ascolti USA: telespettatori 1.385.000 – rating/share 18-49 anni[4].

## Il maestro della mente
- Titolo originale: Merlo Sauvignon Blanco
- Diretto da: Dave Willis e Matt Maiellaro
- Scritto da: Dave Willis e Matt Maiellaro

### Trama
Per liberarsi dalla sua dipendenza dai crostacei, Frullo si rivolge a un Maestro della Mente che dovrebbe guarirlo. Ma in realtà finisce per cadere in una trappola molto più pericolosa.
- Guest star: Henry Zebrowski (Merlo), Lavell Crawford (L'incredibile Ron).
- Ascolti USA: telespettatori 1.493.000 – rating/share 18-49 anni[5].

## Il Pianeta Banana
- Titolo originale: Banana Planet
- Diretto da: Dave Willis e Matt Maiellaro
- Scritto da: Dave Willis e Matt Maiellaro

### Trama
I tre amici atterrano loro malgrado sul Pianeta Banana dove vengono accolti in maniera tutt'altro che benevola dai suoi stravaganti e dispettosi abitanti scimmieschi.
- Guest star: Matt Besser (scimpanzé), Lavell Crawford (scimpanzé), Curtis Gwinn (scimpanzé).
- Ascolti USA: telespettatori 1.420.000 – rating/share 18-49 anni[6].

## In cerca di lavoro
- Titolo originale: Working Stiffs
- Diretto da: Dave Willis e Matt Maiellaro
- Scritto da: Dave Willis e Matt Maiellaro

### Trama
Frullo, Fritto e Polpetta sono a corto di soldi e decidono di cercarsi un lavoro, ma scoprono che il mondo del lavoro è una giungla piena di spiacevoli imprevisti.
- Guest star: Jim Florentine (manager), Dana Swanson (Wendy Cross).
- Ascolti USA: telespettatori 1.523.000 – rating/share 18-49 anni[7].

## Il Re Bongo
- Titolo originale: Skins
- Diretto da: Dave Willis e Matt Maiellaro
- Scritto da: Dave Willis e Matt Maiellaro

### Trama
Frullo compra un bongo da un hippy, ma quando prova a suonarlo questo evoca una minacciosa creatura in cerca della sua pelle.
- Guest star: Josh Warren, Thomas Decoud, Mary Kraft (ragazza hippy), T.M. Levin, Rob Kutner.
- Ascolti USA: telespettatori 892.000 – rating/share 18-49 anni[8].

## Una fidanzata per Frullo
- Titolo originale: Freda
- Diretto da: Dave Willis e Matt Maiellaro
- Scritto da: Dave Willis e Matt Maiellaro

### Trama
Frullo scopre l'amore e il sesso sfrenato con Freda, per cui è convinto di aver trovato la sua anima gemella, ma poi le cose prendono tutto un altro verso.
- Guest star: Casey Wilson (Freda).
- Ascolti USA: telespettatori 1.094.000 – rating/share 18-49 anni[9].

## Un affare dell'altro mondo
- Titolo originale: Storage Zeebles
- Diretto da: Dave Willis e Matt Maiellaro
- Scritto da: Dave Willis e Matt Maiellaro

### Trama
Carl compra un box a un'asta, ma ciò che trova al suo interno non sono vecchie cianfrusaglie bensì un portale che conduce a un fantastico mondo abitato da strane creature che si fanno chiamare Zeebles.
- Guest star: Bobcat Goldthwait (Zingo), Mary Mack (Zaffy), Bobby Moynihan (Zarfonius), Paul Painter (cespuglio saggio e onnisciente), Paul Rust (Zorf), François Chau.
- Ascolti USA: telespettatori 1.038.000 – rating/share 18-49 anni[10].

## I germi piranha
- Titolo originale: Piranha Germs
- Diretto da: Dave Willis e Matt Maiellaro
- Scritto da: Dave Willis e Matt Maiellaro

### Trama
Frullo viene assunto da una società che si occupa di pubblicità virale, ma a quanto sembra la pubblicità non è l'unico virus che diffonderanno.
- Guest star: Brian Stack (Don e Rob Poynter).
- Ascolti USA: telespettatori 1.239.000 – rating/share 18-49 anni[10].

## Le navicelle gemelle
- Titolo originale: Spacecadeuce
- Diretto da: Dave Willis e Matt Maiellaro
- Scritto da: Dave Willis e Matt Maiellaro

### Trama
Emory e Oglethorpe, i Plutoniani, si risvegliano dopo mesi di ipersonno (che includono Oglethorpe terrorizzato da una creatura aliena) solo per apprendere che i Lunamiani hanno conquistato e ridotto in schiavitù la loro intera razza. Ora i loro leader, Ignignokt ed Err istruiscono Emory e Oglethorpe per indagare sulla S.S.S. Jon Don Ronald (un'astronave che assomiglia a un uomo che indossa mutande e calzini) per recuperare tre gruppi di esploratori scomparsi tre mesi prima. I Lunamiani rivelano anche che la nave è viva e carnivora ma che pensano che stia dormendo e che non deve essere confusa con il suo gemello, l'S.S.S. Jon Ron Donald (una discoteca a notte fonda). Sfortunatamente, Ignignokt ed Err non riescono a distinguere le due navi, quindi Oglethorpe e Emory non hanno idea di quale nave sia. I Plutoniani arrivano al Jon Don Ronald e al Jon Ron Donald ed entrano in quella che credono essere la nave sicura, dove trovano i resti degli esploratori appesi al soffitto. I Lunamiani li chiamano tramite un braccialetto ologramma e informano che la nave carnivora ha le zanne mentre l'altra no, e li avverte di non svegliare la nave carnivora. Tuttavia, la nave carnivora viene svegliata da un jukebox vivente, intrappolando quindi Oglethorpe ed Emory all'interno. Viene rivelato che Ignignokt ed Err in realtà non vogliono la nave o gli esploratori, ma vogliono solo tormentare i Plutoniani. Oglethorpe ed Emory cercano quindi di scappare attraverso l'ano della nave e quando il padre di Oglethorpe chiama il figlio per dirgli di tornare a casa per cena, spiega che la razza plutoniana non è stata conquistata o ridotta in schiavitù e che la nave in cui si trovano è in realtà un camion di cibo dal pianeta delle scimmie. Mentre Oglethorpe ed Emory si arrampicano attraverso l'ano, vengono intrappolati dall'altra nave, che si scopre essere l'amante omosessuale della nave carnivora. Ignignokt chiama i Plutoniani per informarli che non c'è scampo dall'ano e che lui ed Err andranno a guardare il film Event Horizon.
- Ascolti USA: telespettatori 1.008.000 – rating/share 18-49 anni[11].

- Note: in questo episodio gli Aqua Teen non appaiono. I soli protagonisti sono i Lunamiani e i Plutoniani.